# Бад Кройцнах
 Тази статия е за града в Германия.  За окръга вижте Бад Кройцнах (окръг).  
Бад Кройцнах (на немски: Bad Kreuznach) е курортен и окръжен град в Рейнланд-Пфалц (Германия) с 48 229 жители (към 31 декември 2013).
Градът се намира на ок. 14 км (въздушна линия) югозападно от Бинген.